# Johann Schell
Johann Schell (* um 1415; heimatberechtigt in Zug; † nach dem 1. Oktober 1491) war Eidgenössischer Ammann und Zuger Vogt. Er zählte zu den «wichtigsten Zuger Politikern zur Zeit der Burgunderkriege».

## Leben und Wirken
Johann Schell stammte aus dem Geschlecht Schell und war Sohn des Stadtbaumeisters Hensli Schell und der Margaretha Wild. Er heiratete die aus Schwyz stammende Anna Müller, eine Tochter des Hartmann Zukäs. Anfang Oktober 1491 wird er letztmals als lebend erwähnt.
Schell sass vermutlich von 1436 bis 1488 im Rat der Stadt Zug. Im Jahr 1466 war er Vogt der stadtzugerischen Vogtei Hünenberg. Elf Jahre später vertrat er die Stadt im «Fähnleinstreit» mit dem Äusseren Amt. Schell amtierte zwischen 1468 und 1484 viermal als Ammann des Standes Zug (1468–1469, 1470–1473, 1476–1477 und 1482–1484). Zudem war er zwischen 1471 und 1488 häufig Gesandter des Standes zur Tagsatzung.

## Belege
1. 1 2 3  Renato Morosoli: Johann Schell. In: Historisches Lexikon der Schweiz.  12. Juli 2011.

| Personendaten    | Personendaten                         |
| ---------------- | ------------------------------------- |
| NAME             | Schell, Johann                        |
| KURZBESCHREIBUNG | Eidgenössischer Ammann und Zuger Vogt |
| GEBURTSDATUM     | um 1415                               |
| STERBEDATUM      | nach 1. Oktober 1491                  |